# Principii în dreptul comerțului internațional

## Noțiune
Activitatea economică desfășurată în cadrul comerțului internațional este călăuzită de următoarele principii fundamentale:
- principiul libertății comerțului

- principiul protecției concurenței loiale

- principiul libertății convențiilor

## Principiul libertății comerțului
Libertatea comerțului este o cerință fundamentală în vederea participării neîngrădite la schimburile internaționale de mărfuri și servicii. Libertatea comerțului facilitează existența economiei de piață.
Expresia practică a acestui principiu este reprezentată de posibilitatea persoanelor fizice și juridice de a exercita activatați de comerț internațional. Pentru exercitarea comerțului se cere ca persoanele să aibă calitatea de comerciant iar obiectul de activitate să prevadă efectuarea de acte de comerț internațional.
Acest principiu acționează în materia investițiilor străine și a licențelor de export-import. Libertatea comerțului nu exclude controlul statului, care intervine prin intermediul impunerii de taxe, impozite și licențe de export-import.

## Principiul concurenței loiale
Acest principiu activează asupra comercianților care exercită o activitate asemănătoare. Concurența este o confruntare între comercianții care acționează pe același segment de piață și oferă consumatorilor produse similare în scopul obținerii de profit. În funcție de mijloacele de atragere a consumatorilor sau de alți indicatori concurența poate fi loială sau neloială.
Concurența loială se manifestă în limita uzanțelor comerciale oneste. Concurența loială îndeplinește următoarele funcții:
- funcția de garanție a economiei de piață
- funcția de facilitare a liberei circulații
- funcția de stimulare a inițiativei participanților la activitatea de comerț internațional

Concurența loială are un rol determinant în stabilirea prețurilor mărfurilor în funcție de cerere și ofertă. Restricțiile impuse concurenței urmăresc suprimarea practicilor monopoliste, impiedicând folosirea abuzivă a puterii economice.

## Principiul libertății convențiilor
Puterea de decizie a părților în contractele comerciale internaționale se exprimă prin intermediul contractelor, iar voința juridică a părților este configurată de principiul libertății convențiilor. O parte își asumă o obligație contractuală prin manifestarea propriei voințe numai în măsura în care acceptă și dorește acest lucru.
În dreptul român principiul libertății convențiilor este consacrat de art. 969 din Codul Civil, potrivit căruia convențiile legal făcute au putere de lege între părți.
Părțile sunt libere să încheie potrivit propriei manifestări de voință, orice fel de contracte de comerț internațional, să aleagă partenerul contractual, să negocieze condițiile de contractare, să determine clauzele contractului, să modifice sau să stingă obligațiile contractuale.